# XIX округ (Будимпешта)
XIX округ (мађ. XIX. kerület) или Кишпешт (мађ. Kispest) је један од 23 округа Будимпеште.

## Историја
Од 1880. до 1990. становништво Кишпешта повећало се са 1820 на 72838. Кишпешт је постао део Велике Будимпеште 1950. Када су совјетске трупе поново ушле у Будимпешту да би угушиле грађански устанак у октобру/новембру 1956., приближиле су се центру града са југоистока, Илешким путем, са неким од првих уличних сукоба у Кишпешту.
Огромно стамбено насеље (микроокруг Кишпешт) изграђено је између 60-их и 80-их (12.100 станова, око 33.000 становника, што га чини шестим по величини стамбеним насељем/микроокругом у Будимпешти).

## Партнерски градови
Кишпешт је побратимљен са:
- Кшешовице, Пољска
- Пендик, Турска
- Смољан, Бугарска
- Сомбор, Србија
- Ташанд, Румунија
- Врбовец, Хрватска